# Verband der Köche Österreichs

Der Verband der Köche Österreichs -VKÖ (auch VKOE.; wörtl.: „Fachkulturelle Berufsvereinigung der Köche Österreichs“; auch „Österreichischer Kochverband“ glg. ÖKV genannt; frz.: Fédération de cuisiniers d'Autriche ; eng.: Austrian Association of Chefs) ist ein im Jahre 1902 gegründeter, nationaler Berufsverband bzw. Berufsvertretung der Köche in Österreich. Die Mitglieder des VKÖ gehören zugleich dem Weltbund der Kochverbände World Association of Chefs Societies an. 

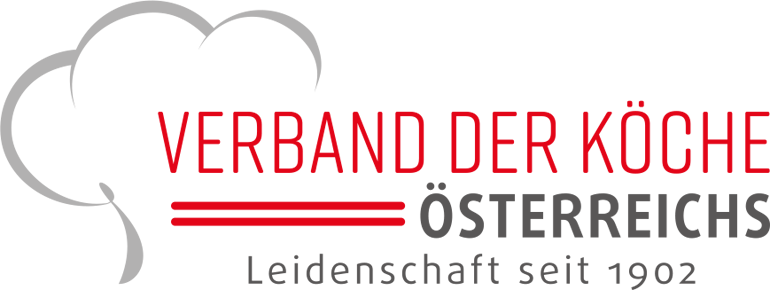
Das Logo und Claim des Verbands

## Zielsetzung
Vereinszweck ist vor allem der Förderung des gastronomischen Berufs des Koches, der zeitgemäßen und traditionellen österreichischen Kochkunst und gepflegten Tafelkultur, Bewahrung der Traditionen und Weitergeben der Österreichischen Kochkunst an die nächste Generationen. Als Gründungsmitglied des World Association of Chefs Societies widmet sich der VKÖ ebenso der Erhaltung und der Verbesserung der kulinarischen Normen der weltweiten Küchen. Diese Ziele will er durch Ausbildung, Training und Weiterbildung seiner Mitglieder erreichen. Er sieht sich, was Essen und die Kunst der Zubereitung eben welcher, als Autorität und Meinungsmacher, sowie als nationale Stimme für Fragen, die sich auf den Beruf bzw. die Ausbildung des Koches beziehen.

## Geschichte
1884 wurde die Vorstufe des heutigen noch bestehenden Berufsvereinigung der Köche in Österreich gegründet. Dazumal noch Verein der Köche Wiens als „Verband der Herrschafts- und Hofköche“ sowie den Grand Chefs der Ringstraßen Hotels in Wien. Setzte der neugegründete Österreichische Kochverband ab 1902 dessen Arbeit fort.
| Jahr      | Bemerkung |
| --------- | --- |
| 1884      | Gründung „Verband der Herrschafts- und Hofköche“, sowie den Grand Chefs der Ringstraßen Hotels in Wien. |
| 1902      | im Frühjahr wurden die Gründungsgepräche von Johann Sacher, Jean Powonda, Franz Wagner vollzogen und im Sommer des gleichen Jahres wurde die Gründung des Verbandes beim kaiserlich und königlich (k.u.k) Ministerium des Inneren vollführt. 15.09. Erstausgabe und Herausgabe der Zeitung „GASTRONOM“. |
| 1903      | 20. Februar erster Koch-Ball im Kursalon Hübner der Stadt Wien |
| 1904      | Alexander Spörk, kais. und königl. Hof- & Mundkoch v. Kaiser Franz Josef übernimmt die Leitung des Verbands. |
| 1906–1912 | Kochkunstausstellungen in den Säulensälen der k.u.k. Gartenbau Gesellschaft. Das Ehrenbuch (noch heute vorhanden) wird aufgelegt mit den Unterschriften von Kaiser Franz Joseph und Mitgliedern des Hofstaates. |
| 1914–1918 | Der Erste Weltkrieg schwächt die Aktivitäten des Verbandes und durch den Zerfall der Monarchie kommt das Verbandsleben zum Erliegen. Lebensmittelknappheit und das Fehlen der Gäste aus den ehemaligen Kronländern tragen dazu bei. Dennoch versucht der Verband bzw. seine Mitglieder die Köche Österreichs das bestmögliche aus den knappen Lebensmittel zu machen und tragen wesentlich zur Verpflegung der Bevölkerung mit aufgrund ihres Fachwissens und der Fertigkeit aus fast nichts doch noch Gerichte und Rezepte zu erstellen.                                 |
| 1923–1924 | Ein Prominentenkomitee unter Matthias Hofer und Alfred Blandetti vom Restaurant Tischler lassen den Verband wieder aufleben. |
| 1927      | Karl Gass vom Hotel Imperial (Wien) übernimmt die Verbandsleitung, Franz Ruhm die Redaktion der monatlich erscheinenden Verbandszeitschrift “Gastronom” (er war ein Meister des Kochlöffels und der Feder). Nächster Obmann wird Hans Ziegenbein, Küchenchef im Krantz-Ambassador in Wien, ein grandioser Kochkünstler und Kochbuchautor (gemeinsam mit Julius Eckel). Es folgen erfolgreiche internationale Ausstellungen in Frankfurt am Main, Berlin und Breslau. |
| 1928      | Vom 20. bis 22.11. dreitägige österreichische Kochkunstausstellung im Kursalon Hübner in Wien, eröffnet durch den Bundespräsidenten. Gründung eines eigenen Verbandsheimes mit nachfolgender Vortragsküche, Bibliothek und Vortragssaal und einer eigenen Pensionskassa. Julius Eckel vertritt als Gründungsmitglied des World Association of Chefs Societies Weltbund der Kochverbände – WACS Österreich in Paris. Somit waren die Österreichischen Köche mit ihrem Berufsverband einer der großen Nationen die den Weltbund der Köche mitbegründet und aufgebaut haben. |
| 1930      | Eckel wird neuer Obmann. Die österreichische Nationalmannschaft gewinnt bei der internationalen Kochkunstausstellung in Zürich den Preis der Nationen. Stefan Garreis vom Hotel Imperial folgt als Obmann. dreitägige österreichische Kochzunftschau im städtischen Volksgarten. Große Wirtschaftskrise in Europa. |
| 1931      | 9. Februar alljährlicher KOCH BALL wird dieses Mal in den Fest Räumlichkeiten der Wiener Hofburg abgehalten. Das Festbankett wird vom Küchenchef Schregle des Hotel Bristol Wiens und Kollegen des Verbandes kredenzt. |
| 1933      | Internationale Ausstellung in der Wiener Hofburg. Der Verband veröffentlicht das “Das Buch der Kochkunst” (heute vergriffen). Gründung von Sektionen in den Bundesländern. |
| 1934      | Josef Knott wird Obmann und hält trotz großer Arbeitslosigkeit die Verbandsaktivitäten aufrecht. Liquidierung des Verbandes und des gesamten Vermögens durch die neuen Machthaber Österreichischer Bürgerkrieg. Es wird vieles des verbotenen öffentlichen Verbandslebens weiterhin in Untergrund bzw. Hintergrund vollzogen. |
| 1945      | Neu-Aufleben des Verbandes: Franz Ruhm übernimmt die Führung. Neugründung von Sektionen in den Bundesländern. |
| 1948      | Karl Duch übernimmt den Verband und pflegt mit Erfolg die ersten internationalen Kontakte nach dem Zweiten Weltkrieg. Neues Verbandsheim in der Kantgasse im 1. Bezirk Wiens. |
| 1956      | Österreich übernimmt unter Karl Duch die Präsidentschaft des Weltbundes der Kochverbände World Association of Chefs Societies. Julius Eckel wird Vizepräsident und Ernst Faseth Generalsekretär. |
| 1960      | Karl Pokorny wird Verbandspräsident und pflegt weiter die internationalen Verbindungen. |
| 1965–1979 | Das Triumvirat: Präsident Ernst Faseth und die Vizepräsidenten Hans Hofer und Helmuth Karl Misak führen den Verband durch Aufbau der Finanzen in ein gutes wirtschaftliches Fundament. Eine Bausteinaktion für ein neues Verbandsheim hat Erfolg. |
| 1968      | Umzug in das neue Heim in der Philippovichgasse. Jährliche Kochkunstausstellungen und Kochbälle. Faseth wird in Genf zum Präsidenten des Weltbundes der Kochverbände World Association of Chefs Societies gewählt. Vizepräsident wird Franz Zimmer und Generalsekretär Helmuth Karl Misak. |
| 1972      | Der Verband der Köche Österreichs feiert sein 70-jähriges Bestehen mit einer großartigen Kochkunstausstellung. |
| 1973      | Große internationale Ausstellung im Hotel Vienna Intercontinental. Der Verband feiert sein 75-jähriges Jubiläum mit einer großen internationalen Kochkunstausstellung. |
| 1977–1978 | führt Ernst Faseth mit Unterstützung des Wirtschaftsförderungsinstitutes die Küchenmeisterprüfung in Wien ein. |
| 1978      | Herbert Hüpfel übernimmt das Verbandsgeschehen. Erfolgreiche Werbung neuer Mitglieder. Aufstockung der Sektionen. Hüpfel bringt den Weltbundes der Kochverbände World Association of Chefs Societies zum zweiten Mal nach Wien. |
| 1992      | 90-Jahr-Feier des Verbandes im Wiener Rathaus. Interimspräsident Karl Ruppert gestaltet eine international erfolgreiche Kochkunstausstellung im Wiener Messegelände. |
| 1993      | Karl Ruppert wird neuer Präsident. Sein außerordentliches Verdienst ist die Neugestaltung des Verbandsheimes, die er mit großem persönlichen Einsatz durchführt. |
| 1998      | Franz Zodl wird zum neuen Präsidenten gewählt. Die Vizepräsidenten sind Hans Voldrich und Eduard Macku. |
| 2002      | 100-Jahr-Feier im Wiener Rathaus. |
| 2006      | Harald Fargel wird zum neuen Präsidenten gewählt. Die Vizepräsidenten sind Lothar Misak und Josef Fankhauser. |
| 2010      | Josef Fankhauser wird zum Präsidenten gewählt. Die Vizepräsidenten sind Heinz Pinaucic und Roman Keller. |
| 2011      | Europakongress des Weltbundes der Kochverbände World Association of Chefs Societies im September in Innsbruck |
| 2014      | Alois Gasser wird zum Präsidenten gewählt. Die Vizepräsidenten sind Mike P. Pansi (Koch der Köche 2014) und Helmut Deutsch. |
| 2015      | Gründung der KOCH-G5 Gruppe der fünf, supranationale Vereinigung der führenden, deutschsprachigen, fachkulturellen Berufsverbänden. Er setzt sich aus den Berufsverbänden Deutschland VKD, Österreichs [VKÖ], Schweiz [SKV], Luxenbourg [Vatel] und Südtirol [SKV] zusammen bzw. der größten Berufsvertretungen der Köche in Europa. |
| 2018      | KM. Michael P. Pansi [KdK 2014] wird zum jüngsten Präsidenten in der Geschichte des VKÖ gewählt und erstmals leitet ein Vorarlberger die Geschicke des Verbandes. Die Vizepräsidenten sind KM. Alexander Forbes Jr. [KdK 2017] und KM. Philipp Stohner [KdK 2016]. |
| 2018      | Das Österreichische Jugendnational Team des VKÖ gewinnt die Weltmeisterschaft der Köche in Luxemburg und bringt den heiligen Gral der Köche den "Culinary World Cup" nach Jahrzehnten wieder nach Österreich. |
| 2022      | KM. Michael P. Pansi [KdK 2014] wird zum zweiten Mal als Präsident, einstimmig wiedergewählt und leitet den VKÖ weiter. Auch die Vizepräsidenten werden wiedergewählt, dies sind KM. Alexander Forbes Jr. [KdK 2017] und KM. Philipp Stohner [KdK 2016]. |
| 2023      | Europakongress des Weltbundes der Kochverbände World Association of Chefs Societies im Mai 2o23 in Bregenz Vorarlberg. Rücktritt von KM. Philipp Stohner als Vizepräsident im Oktober |
| 2024      | Beim Weltcongress der Köche in Singapur im Oktober 2024 wird Präsident KM. Michael P. Pansi einstimmig zum Kontinental Direktor Zentral Europa gewählt, er füllt dieses Amt als jüngster und erster aus Österreich stammender Koch aus. Lukas Kaiblinger aus Wien wird zum 2. Vizepräsident bei der Generalversammlung im Juni 2024 in Salzburg gewählt. |

## Organisation
Der Verband wird von einem gewählten Präsidium geleitet. Es besteht aus dem Präsidenten (president), den 2 Vizepräsidenten (vice president), dem Schatzmeister – Kassier (treasurer), weiteres besteht der Vorstand aus den gewählten Obmänner und Delegierten der Bundesländersektionen. Der Vorsitz wird alle vier Jahre neu auf der Generalversammlung von den Mitgliedern neu gewählt.
Neben dem Präsidium bzw. Vorstand, bestehen die gleichen Strukturen in den Bundesländer Sektionen mit dem Unterschied, dass es keine Präsidenten gibt, sondern Sektionsobmänner; die Aufgaben und Programme des Dachverbandes VKÖ werden in den jeweiligen selbstständigen Bundesländersektionen an ihre jeweiligen Mitgliedern weitergebracht.
Die Mitglieder sind außer den nationalen und internationalen Köchen aber auch Körperschaftsmitglieder, Firmen, Gesellschaften aus dem Bereich Gastronomie und Hotellerie wie auch eine sehr enge Zusammenarbeit mit Gastronomieschulen und öffentlichen Institutionen wie Wirtschaftskammern und Arbeiterkammer sowie der Politik.
Einzelpersonen, die bedeutendes für die Organisation geleistet haben, können zu „Ehrenmitglieder“ bzw. Präsidenten die sehr viel für die Zukunft und Weiterentwicklung des Verbandes zu „Ehrenpräsident“ ernannt werden. Weiteres vergibt der Verband der Köche Österreichs in Zusammenarbeit mit anderen Institutionen den Berufstitel „staatl. Dipl. Küchenmeister“ und einen Meisterbrief.
Die größte nationale Auszeichnung ist der jährlich vergebene „Koch der Köche“ (KdK) an Einzelpersonen, die sich um die Verdienste der Kochzunft verdient gemacht haben. Diese Auszeichnung wird seit über 20 Jahren vergeben und stellt die höchste Ehre und Wertigkeit eines Koches aus Sicht des Verbandes dar.
Weiters kann der Dachverband in Einzelfällen besonderen Persönlichkeiten aus ihren Reihen der Köche den Titel „L’Ambassadeur de la Cuisine de Autriche“, den kulinarischen Botschafter der Köche Österreichs, verleihen, als ersten an den Ehrenpräsidenten des VKÖ Franz Zodl, zuletzt trägt diesen Titel KM. Alois Gasser Präsident des VKÖ von (2014–2018).

## Konferenzen des WACS mit Relevanz für Österreich
| Nr. | Jahr | Ort               | Land                    | Vorsitz geht an | Bemerkung |
| --- | ---- | ----------------- | ----------------------- | --------------- | --- |
| 1   | 1928 | Paris             | Frankreich              | –               | Gründungsversammlung an der Sorbonne, erster Ehrenpräsident wird Auguste Escoffier, Gründungsmitglied Verband der Köche Österreichs.                                                                                           |
| 7   | 1956 | Frankfurt am Main | Deutschland (BRD)       | Österreich      | Karl Duch übernimmt das Amt des Präsidenten des Weltbundes – WACS, Julius Eckel wird Vizepräsident und Ernst Faseth Generalsekretär.                                                                                           |
| 9   | 1960 | Wien              | Österreich              | Deutschland     | |
| 13  | 1968 | Genf              | Schweiz                 | Österreich      | 40-jähriges Bestehen wird gefeiert – Ernst Faseth übernimmt das Amt des Präsidenten des Weltbundes – WACS |
| 20  | 1982 | Wien/Budapest     | Österreich/Ungarn       | –               | |
|     | 2011 | Innsbruck         | Österreich              |                 | Europakongress des WACS in Innsbruck |
|     | 2015 | Sarajevo          | Bosnien und Herzegowina |                 | Europakongress des WACS, führte zur Gründung des KOCH-G5 dessen Mitglied der VKÖ ist. |
|     | 2023 | Bregenz           | Österreich              |                 | Europakongress des WACS, WorldChefs in westlichsten Bundesland Österreichs in Vorarlberg. |
|     | 2024 | Singapur          | Singapur                |                 | Weltcongress und Generalversammlung des WACS in Singapur. Neben dem neuen Präsident wird auch KM Michael P. Pansi zum jüngsten und ersten aus Österreicher stammenden, Kontinental Direktor Zentral Europa einstimmig gewählt. |